# Murnong
La margarita murnong o ñame es cualquiera de las plantas Microseris walteri, Microseris lanceolata y Microseris scapigera, que son una fuente importante de alimento para muchos pueblos aborígenes en las partes del sur de Australia. Murnong es una palabra Woiwurrung para la planta, utilizada por el pueblo Wurundjeri y posiblemente otros clanes de la nación Kulin. Se les llama por una variedad de nombres en los diferentes idiomas aborígenes australianos y aparecen en muchas tradiciones orales como parte de las historias del Tiempo del Sueño.
Los tubérculos se solían extraer con lumas y se cocinaban antes de comer. Estaban muy extendidas y eran cultivadas deliberadamente por los pueblos aborígenes en algunas zonas, pero los animales con pezuñas introducidos por los primeros colonos en Australia destruyeron vastas áreas de hábitat, lo que produjo resultados calamitosos para los pueblos indígenas. La escasez de alimentos llevó a los aborígenes a robar comida a los colonos, en un ciclo de violencia conocido como las guerras de frontera de Australia. El municipio de Myrniong en Victoria recibió su nombre en honor al murnong.
En el siglo XXI se ha producido un resurgimiento y un recultivo de la planta y se le ha rendido homenaje en el arte.

## Historia
Las raíces de las plantas de murnong fueron consumidas en grandes cantidades por los aborígenes de la colonia de Victoria hasta la década de 1840, cuando los colonos europeos comenzaron a utilizar las tierras de cultivo de murnong para la cría de ovejas.

## Nombre botánico
Los nombres binomiales de las tres especies Microseris walteri, Microseris lanceolata y Microseris scapigera a menudo se identifican erróneamente, porque fueron clasificadas bajo nombres diferentes hasta que se aclararon en 2016. A menudo se describe al Murnong como un tubérculo dulce que crece, pero esto identifica a Microseris walteri en lugar de las otras dos plantas, que tienen raíces amargas.
Durante más de 30 años Murnong fue nombrado como Microseris sp. o Microseris lanceolata o Microseris scapigera. El botánico Neville Walsh del Real Jardín Botánico de Victoria aclaró el nombre botánico de Microseris walteri en 2016 y definió las diferencias entre las tres especies en la siguiente tabla.

## Narración oral
Los tubérculos de Murnong están incluidos en una historia del Tiempo del Sueño sobre el papel del Cuervo en traer el fuego a la humanidad. Según una historia contada por el pueblo Wurundjeri, en el Tiempo del Sueño el fuego había sido un secreto celosamente guardado por las siete mujeres Karatgurk que vivían junto al río Yarra, donde ahora se encuentra Melbourne. Estas mujeres llevaban brasas encendidas en los extremos de sus lumas, lo que les permitía cocinar ñames murnong. Un día, Cuervo encontró un ñame cocido y, al encontrarlo más sabroso que las verduras crudas que había estado comiendo, decidió que de ahí en adelante cocinaría su comida. Sin embargo, las mujeres Karatgurk se negaron a compartir su fuego con él y Crow decidió engañarlas para que lo entregaran. La historia continúa y el cuervo roba el ñame, pero termina provocando un incendio forestal.
En una historia del Tiempo del Sueño, el pueblo Wotjobaluk dice que el sol era una mujer que, cuando fue a cavar en busca de ñames murnong, dejó a su pequeño hijo en el oeste. Vagando por el borde de la tierra, regresó al otro lado. Cuando murió continuó haciendo esto.

## Cultivo indígena
Las raíces tuberosas comestibles de las plantas murnong alguna vez fueron una fuente de alimento de vital importancia para los aborígenes australianos en las partes del sur de Australia. Las mujeres indígenas cavaban en busca de raíces con un palo de ñame (un término gunditjmara que significa luma) y llevaban las raíces en una bolsa de mimbre o una canasta de junco.

'Hoy las mujeres nativas estaban esparcidas por la llanura hasta donde yo podía verlas, recolectando punimim, murrnong, un privilegio que no se les permitiría excepto bajo mi protección. A su regreso inspeccioné sus bolsos y cestas y cada uno tenía la carga que podía llevar. Queman la hierba para ver mejor las raíces, pero esta quema es una falta que les imputan los okupas.'
George Augustus Robinson (24 de julio de 1841)

El colono europeo Issac Batey describió el cultivo de murnong por parte de los aborígenes en una colina inclinada de tierra propiedad del Asilo Sunbury, en Sunbury, Victoria. Calificó el cultivo de "jardinería accidental", aunque paradójicamente sugirió que era un método intencional para aumentar el suministro de alimentos.

'El suelo [en la cresta] es una rica arcilla basáltica, evidentemente bien adaptada para la producción de myrnongs. En el lugar hay numerosos montículos con espacios cortos entre cada uno, y como todos ellos están en ángulo recto con la pendiente de la cresta, es evidencia concluyente de que fueron obra de manos humanas que se extendieron durante una larga serie de años. Este desarraigo del suelo, para aplicar el mejor término, fue jardinería accidental, pero es razonable suponer que los aborígenes eran muy conscientes del hecho de que remover la tierra en busca de ñame, en lugar de disminuir esa forma de suministro de alimentos, Tendría tendencia a aumentarlo.'
Issac Batey (entre 1840 a 1900)

## Métodos de cocción
En el oeste de Victoria se utilizaban cestas para cocinar. Después de lavarlos, los tubérculos se colocaban en una cesta de juncos, que se colocaba sobre un horno de tierra, llamado montículos mirrn'yong. Los tubérculos se asarían y se derretirían hasta formar un jarabe oscuro y dulce.

'Los hornos se hacen fuera de las viviendas cavando hoyos en el suelo, cubriéndolos con barro y manteniendo el fuego en ellos hasta que esté bastante caliente, luego retirando las brasas y recubriendo los hoyos con hierba húmeda. La carne, el pescado o las raíces se ponen en cestas, que se colocan en el horno y se cubren con más hierba húmeda, grava, piedras calientes y tierra, y se mantienen tapadas hasta que estén cocidas. Esto se hace por la noche; y, cuando la cocina es común (que suele ser el caso cuando muchas familias viven juntas), cada familia viene a la mañana siguiente y retira su canasta de alimentos para el desayuno.'
James Dawson (1881)

Otra técnica de cocción utiliza elementos de arcilla calentados colocados encima y debajo de las raíces comestibles. El vapor y la humedad ayudan a reducir el secado y encogimiento de las verduras.

## Registros tempranos del consumo de murnong
En 1803, el convicto William Buckley escapó del asentamiento de Sullivan's Bay, cerca de Sorrento, Victoria, y luego vivió entre el pueblo Wathaurong en la desembocadura del arroyo Thompson. Una fuente importante de alimento para Buckley era "un tipo particular de raíz que los nativos llaman Murning, muy parecida en forma, tamaño y sabor al rábano".
El colono de Port Phillip, James Malcolm, testificó ante el parlamento de Nueva Gales del Sur sobre la condición de los pueblos indígenas en 1845. Malcolm dijo: “Hay una raíz nutritiva que [los indígenas] comen y les encanta; y creo que ha disminuido mucho debido al pastoreo de ovejas y ganado en la tierra, porque no he visto tantas flores de ella en primavera como antes. Tiene una hermosa flor amarilla. El nombre nativo de esta raíz es “murnong”.
Malcolm hizo referencia a Buckley en su descripción de Murnong. Dijo: "Es bastante agradable al paladar como alimento nativo, y cuando lo aprietas, sale una especie de leche o sustancia cremosa. Lo he comido muchas veces, y un hombre llamado Buckley que vivió entre los nativos durante treinta años antes de que se formara el asentamiento, me dijo que un hombre puede vivir de la raíz durante semanas seguidas; y que las ha desenterrado en grandes cantidades para alimentarse".

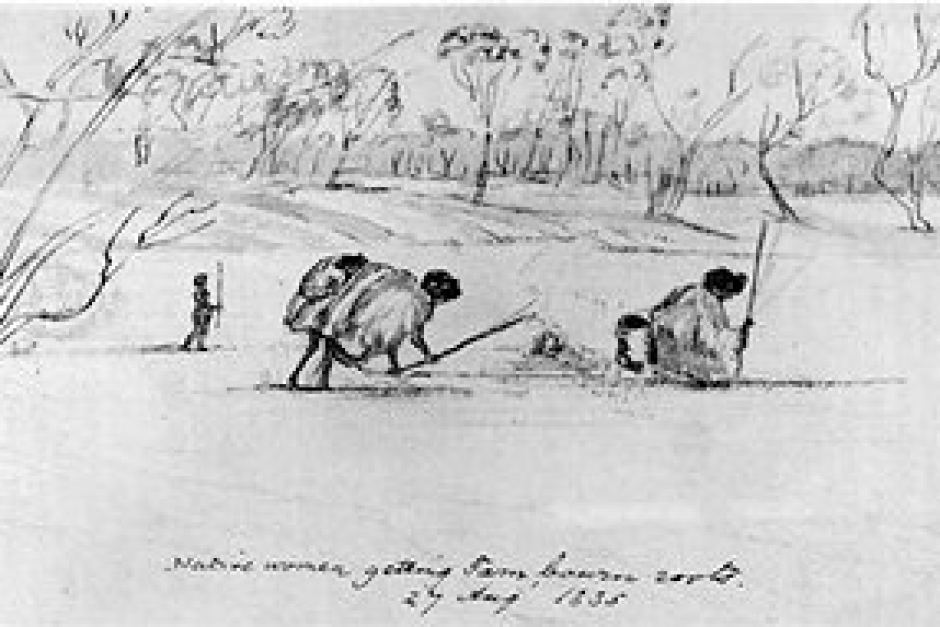
Las mujeres Wathaurong excavan en busca de raíces de tambourn (murnong) en Indented Head. Dibujado por John Helder Wedge en 1835.

En 1835, el colono de Tasmania John Batman instaló su campamento base para la empresa de especulación de tierras Port Phillip Association en Indented Head. Mientras regresaba a Tasmania para recoger a su familia y provisiones adicionales, los miembros que quedaron en el campamento de Indented Head se estaban quedando sin alimentos importados, por lo que comenzaron a comer murnong. El sirviente William Todd escribió: “Hemos comenzado a comer raíces igual que los nativos”.
El agrimensor y explorador Thomas Livingstone Mitchell se encontró con una comunidad de aborígenes que cultivaban y cosechaban tubérculos de murnong con herramientas especializadas en las llanuras alrededor del río Hopkins el 17 de septiembre de 1835. Mitchell se mostró cauteloso y cuando 40 de ellos se acercaron a su campamento, ordenó a sus hombres que cargaran contra ellos.

## Pastoreo de ovejas y ganado
La introducción de ganado, ovejas y cabras por parte de los primeros europeos inmigrantes coloniales condujo a la casi extinción del murnong, con resultados calamitosos para las comunidades indígenas que dependían del murnong para gran parte de su alimentación. Mitchell había observado que "al ganado le gustan mucho las hojas de esta planta y parece prosperar gracias a ellas". Las ovejas eran más destructivas, ya que el murnong era más abundante en las llanuras y bosques abiertos donde se introdujeron las ovejas.
Cinco años después de la fundación de Melbourne, el murnong había desaparecido de los alrededores. En 1839, Moonin-Moonin, un hombre de Ngurelban, dijo: 'No había param ni tarook en Bahía Port Phillip ... demasiados jumbuck (ovejas) y bulgana (bueyes, ganado vacuno) comen mucho myrnyong, todo se acabó'. El pueblo Taungurung había sido expulsado de su tierra y el suministro de murnong y otros alimentos vegetales había disminuido considerablemente a medida que el ganado vacuno y ovino aumentaba en la tierra. La gente estaba tan hambrienta que "daba cualquier cosa por una nimiedad para comer o beber". En las llanuras del norte de Victoria, Edward M Curr escribió: «Varios miles de ovejas no sólo aprendieron a arrancar estas verduras con la nariz, sino que en su mayor parte vivieron de ellas durante el primer año, después del cual la raíz comenzó a escasear gradualmente».

'Señor Munro dijo que había millones de murnong o ñame por toda la llanura y que los canguros eran tan abundantes que en una ocasión llegaron a la puerta de sus tiendas y derribaron un niño. Los emue también eran abundantes y se acercaban a sus tiendas. Esto fue hace sólo 18 meses; ahora no se ve ninguno. Las ovejas los ahuyentan. Sin embargo, esto es una prueba de que los nativos han sido privados de una gran parte de su sustento y subsistencia. El señor Munro informó que Taylor Frederick Taylor (colonista), el notorio asesino de negros, se había fugado en un ballenero estadounidense en la Bahía de Portland. Había matado a toda una tribu y los cuerpos fueron arrastrados juntos con cadenas de bueyes y quemados.
George Augustus Robinson (22 de enero de 1840)

## Conflictos coloniales
Cuando los colonos británicos se trasladaron al río Hawkesbury en 1794, construyeron granjas eliminando el ñame y plantando maíz indio. La gente de Dharug veía el maíz de su tierra como un carbohidrato sustituto del ñame y cuando el maíz maduraba, se lo llevaban. Los colonos dispararon contra los dharug para expulsarlos, y tras una serie de incursiones por parte de los aborígenes, los colonos mataron a siete u ocho de ellos. La batalla de Richmond Hill ocurrió en mayo de 1795, cuando 62 soldados del Cuerpo de Nueva Gales del Sur acudieron a los campamentos aborígenes de Richmond Hill por la noche y mataron a siete u ocho personas allí. La novela histórica de Kate Grenville de 2005, The Secret River, popularizó la idea de que los ñames del río Hawkesbury eran murnong, conocidos por el pueblo Darug como midyini, pero los académicos sugieren que el ñame era una planta diferente.
Otros conflictos surgieron cuando los aborígenes tomaron patatas de las granjas de los colonos, en áreas que antes se utilizaban para el cultivo de murnong. En abril de 1838, Tullamareena y Jin Jin fueron arrestados por robar patatas de la propiedad de John Gardiner en Hawthorn. Los colocaron en la primera cárcel de Melbourne, pero escaparon prendiendo fuego al techo de paja. En enero de 1840, Jaga Jaga (Jacky Jacky) y alrededor de 50 hombres Wurundjeri se detuvieron en la estación de James Anderson en Warrandyte y arrancaron patatas de la granja usando palos de excavación durante la noche. Anderson los enfrentó enojado, pero los hombres de Jaga Jaga también poseían rifles y dispararon deliberadamente cerca de la oreja de Anderson. Partieron hacia Yaring, lo que condujo a la Batalla de Yering, pero nadie murió.

## Renacimiento contemporáneo y conservación
Durante la década de 1980, la académica de la Universidad de Monash, Beth Gott, documentó los alimentos indígenas australianos, con especial atención al murnong, y también dirigió el Jardín Educativo Aborigen de la universidad para cultivar plantas que utilizaban los pueblos indígenas. Gott publicó su investigación en los artículos Ecology of Root Use by the Aborigines of Southern Australia en 1982 y Murnong—Microseris scapigera: a study of a staple food of Victorian Aborigines en la revista Australian Aboriginal Studies en 1983. También publicó información sobre murnong en los libros Victorian Koorie Plants con John Conran en 1991 y Koorie plants, Koorie people con Nelly Zola en 1992.
En 2005, el Grupo de Restauración de la Confluencia de Merri y Edgars Creek (MECCARG) se formó en Merri Creek en Coburg North, Victoria y luego rebautizado como Merri Murnong, con el objetivo de rejuvenecer el paisaje cultural indígena, incluidas las menguantes existencias de murnong, utilizando la investigación de Gott. Con el apoyo de los ancianos Wurundjeri, el grupo organiza un Festival Murnong anual para cosechar y cocinar raíces de murnong, y luego realiza una quema cultural.
El autor Bruce Pascoe ayudó a formar el grupo indígena Gurandgi Munjie en 2011, "cuyo objetivo no era solo recuperar los alimentos y la cultura tradicionales de los pueblos originarios, sino también convertirse en una forma única de reconciliación basada en los alimentos, donde el trabajo de los productores indígenas pudiera proporcionar productos saludables para chefs y restaurantes comerciales y de alta gama".
Murnong apareció de forma destacada en el libro de Pascoe de 2014 Dark Emu: Black Seeds: Agriculture or Accident? , que analizó los diarios de los colonos europeos en Australia para comprender los alimentos y los métodos de cultivo indígenas. Se publicó una segunda edición del libro en 2018 y se convirtió en el segundo libro de no ficción más vendido en Australia en 2019 y el número cuatro en la misma lista en 2020, lo que generó una mayor conciencia sobre el murnong en Australia.
Las semillas de murnong están ahora disponibles comercialmente y la planta se encuentra en muchos viveros de Australia.

## Obra de arte
En 2019, la Galería Nacional de Victoria encargó una gran escultura llamada 'En ausencia' de Yhonnie Scarce y el estudio de arquitectura de Melbourne Edition Office. La obra de arte cuestiona la ausencia de murnong en Victoria, que alguna vez fueron abundantes antes de la colonización. La obra de arte consiste en una torre de madera que se eleva desde un campo circundante de hierba canguro, murnong y un camino de basalto victoriano triturado. El cilindro de 9 metros de alto por 10 metros de ancho está revestido de madera dura de Tasmania teñida de oscuro. Una estrecha abertura vertical, que corta el cilindro alto, divide la torre en dos, dejando un vacío y creando un pasaje hacia dos cámaras curvas. En el interior de cada uno de ellos, cientos de murnong de vidrio negro brillante y soplado a mano pueblan las paredes y brillan bajo los rayos del sol.

## Nombres indígenas de murnong
Murnong es una palabra Woiwurrung para la planta, utilizada por el pueblo Wurundjeri y posiblemente otros clanes de la nación Kulin. Tiene muchos otros nombres en otras lenguas aborígenes australianas. A continuación se muestra una lista de los nombres indígenas, grupos lingüísticos y lugares donde se registró el nombre.
- dharaban. Ngunnawal (ACT, NSW)
- ngampa. Kaurna (Adelaide, SA) [27]
- keerang, (yuwatch for cooked root). Peek Whuurong (Port Fairy, Vic)
- kool-an-gur. Wannin (Wannon, Vic)
- maiela. Bangerang (Echuca, Vic)
- maiyilla.[28] Yorta Yorta (Echuca, Vic)
- maranong, murning, tumbuurn (daisy),[8] tambourn (daisy).[12] Wathawurrung, Kulin (Trawalla and Geelong, Vic)
- mar-o-ngire, moor-na.[29] Booandik (South East, SA)
- midyini[30] midin.[31] Dharug (Sydney)
- meerwan. Wemba Wemba (Lake Bogal, Vic)
- me-wan,[32] njamang. Ngarigo (alpine, NSW and Gippsland, Vic)
- mingar (Mudgee, NSW)
- mlang,[28] dalu-mlarng (where dalu means little),[29] moit-bar-dyul, loumbric. Gunai/Kurnai (Gippsland, Vic)
- mo-i-yool. Ngoorialum (Colbinabbin, Vic)
- mo-ner, moo-nar. Dja Dja Wurrung (East of Grampians, Vic)
- moonang (Bacchus Marsh, Vic)
- moonya,[28] munja, munya, bam-munya. Wergaia (Lake Albacutya, Lake Hindmarsh, The Mallee, Vic)
- mooranong (Hamilton, Vic)
- murnong, mernong, mirr-n'yong, myrnong. Woiwurrung, Kulin (Melbourne) [29]
- muurang, (yuwatch for cooked root). Kuurn Kopan Noot (North of Port Fairy, Vic)
- myrnong, also meaning 'finger'. Boonwurrung, Kulin (Melbourne) [33]
- ngamko.[34] Thura-Yura (Lower Murray, SA)
- ngarridyu. Wiradjuri (Murrumbidgee, NSW) [35]
- pun-nin. Waverang (West of Mt Cole, Vic)
- pun-yin (root). taluum/taloom (cooked root). Djabwurrung, Kulin (Mt Rouse, Vic)
- tao.[14] (Lachlan River, Regent Lake, Bogan River, NSW)
- thabor. Watiwati (Tyntynder, Vic)
- wayang.[36] Darkinyung (Hunter region, NSW)
- wuleli (root). Taungurung, Kulin (Healesville,  Vic)
- yerat. (Lake Condah, Vic) [29]

El pueblo Wotjobaluk utilizaba un sistema de conteo del uno al quince cuando se comunicaba con otros clanes a través de palos de mensajes y utilizaba munya, la palabra para murnong o ñame, para contar los dedos del uno al cinco como parte de este sistema. Uno: giti-munya (dedo meñique), dos: gaiup-munya (dedo anular), tres: marung-munya (dedo medio), cuatro: yollop-yollop-munya (dedo índice) y cinco: bap-munya (pulgar).
El municipio de Myrniong, Victoria, recibió su nombre en honor al murnong. La zona alrededor de You Yangs se llamaba Morong-morongoo en honor al murnong que abundaba allí en el pasado.

## Tabla que muestra las tres especies
| Características         | Microseris walteri | Microseris lanceolata                                                                                 | Microseris scapigera                                                                      |
| ----------------------- | --- | --- | ----------------------------------------------------------------------------------------- |
| Raíces                  | Raíz única y carnosa que se expande hasta convertirse en un tubérculo solitario, napiforme, elipsoide estrecho u ovoide estrecho, que se reemplaza anualmente. | Varias raíces carnosas, de cilíndricas a ahusadas, que se ramifican justo debajo del nivel del suelo. | varias hojas cilíndricas o ahusadas, generalmente ramificadas poco debajo                 |
| Imágenes de raíces      | | |                                                                                           |
| Fruta (Capsela)         | normalmente menos de 7 mm de largo | normalmente menos de 7 mm de largo                                                                    | principalmente de 7 a 10 mm de largo                                                      |
| Imágenes de semillas    | | |                                                                                           |
| Cerdas de Pappus        | do. 10 mm de largo, 0,5–1,3 mm de ancho en la base | 10 a 20 mm de largo, c. 0,3–0,5 mm de ancho en la base                                                | 30–66 mm de largo                                                                         |
| imágenes de flores      | | |                                                                                           |
| Pétalos unidos (Lígula) | normalmente más de 15 mm de largo | normalmente más de 15 mm de largo                                                                     | hasta 12 mm de largo                                                                      |
| Origen                  | tierras bajas del sur templado de WA, SA, NSW, ACT, Victoria y Tasmania                                                                                        | raramente en suelos basálticos; NSW alpina y subalpina, ACT y Victoria                                | principalmente de llanuras basálticas del oeste de Victoria y sitios elevados en Tasmania |
| Sabor a raices          | de sabor dulce, tanto crudo como cocido | amargo, ligeramente fibroso y no particularmente apetecible                                           | ligeramente fibroso y ligeramente pero tolerablemente amargo                              |